# Christian Meaas Svendsen

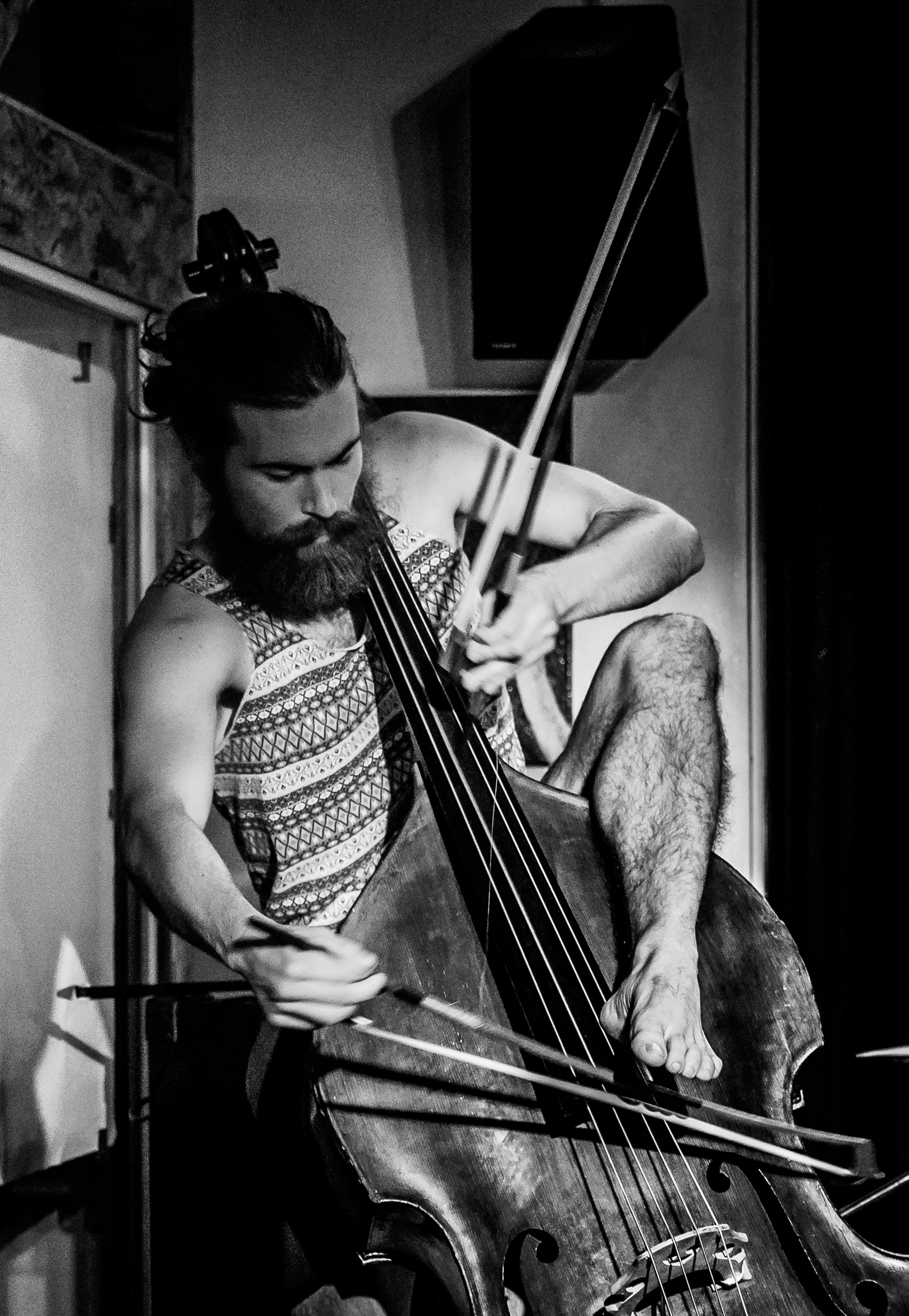
Christiaan Meaas Svendsen (2016)

Christian Meaas Svendsen (* 26. Februar 1988 in Kongsberg) ist ein norwegischer Jazz- und Improvisationsmusiker (Kontrabass, E-Bass, Komposition).

## Leben und Wirken
Svendsen begann seine Karriere in der Kongsberg Big Band und ließ sich ein Jahr an der Toneheim Folkehøgskole ausbilden, um dann in Oslo Jazzmusik an der Norwegischen Musikhochschule bei Bjørn Kjellemyr und Dan Styffe zu studieren, wo er einen Bachelor in Jazz/Improvisation und klassischer Musik machte. Einen Teil dieses Studiums verbrachte er an der Musikhochschule Köln bei Dieter Manderscheid, Sebastian Gramss und Dietmar Fuhr.
Svendsen wirkte zunächst hat in Projekten wie Paal Nilssen-Loves Large Unit, Mopti, Duplex, dem Quartett von Magnus Bakken und dem Andrea Kvintett. 2007 wurde er mit dem Talentstipendium des Kongsberg Jazzfestivals ausgezeichnet. Während des Jazzfestival 2010 in Kongsberg erhielt Svendsen zudem die Möglichkeit, in sieben verschiedenen Konstellationen aufzutreten. 2011 erhielt er den Kulturpreis der Gemeinde Kongsberg. für sein Engagement beim traditionellen Festival JuleJam der Stadt.
Zusammen mit seinem eigenen Quintett Mopti gewann er 2012 den JazzIntro Preis. In der Gruppe Nakama, die seit 2015 mehrere Alben veröffentlichte, verarbeitet er zusammen mit Adrian Løseth Waade, Andreas Wildhagen, Agnes Hvizdalek und Ayumi Tanaka Folk, Jazz und asiatischen Musiken, um sie zu einer unerwarteten Synthese zu führen.
Svendsen ist auch bekannt für sein Kontrabass-Spiel mit mehreren Bögen gleichzeitig oder mit den Füßen. In seinen Soloauftritten und den beiden Soloalben baut er zudem teilweise auf Errungenschaften von Stefano Scodanibbio auf. Auch die Musik von Filosofer und Projekte befreundeter Musiker wie das Ayumi Tanaka Trio, das MMO-Ensemble um Martin Myhre Olsen oder sein Duo mit Katariin Raska belegen Svendsens Interesse, neue Ausdrucksformen und Sprachen zu finden. Weiterhin arbeitete er mit Susana Santos Silva, Christine Wodrascka, Arild Andersen, Per Oddvar Johansen, Akira Sakata und Jørgen Mathisen.